# Una sfida al Polo
Una Sfida al Polo è un romanzo d'avventura di Emilio Salgàri scritto nel 1909.

## Trama
La vicenda narra che due ricchi, Master Torpon e Gastone di Montcalm, il primo degli USA, l'altro canadese vorrebbero sposare la stessa donna: Ellen Perkins. Visto che neppure lei riesce a decidere chi sposare i due pretendenti si sfidarono in innumerevoli competizioni essendo Ellen una campionessa in tutti gli sport. Visto che tutte le partite finivano a pari punti Gastone di Montcalm decide di fare una sfida in grande: il primo di loro due che giungerà al Polo Nord avrà la mano di Ellen.
Alla, fine dopo il ritorno in Canada di Gastone e dopo la morte al Polo di Torpon Ellen Perkins arriva a casa di Gastone per sposarsi.
Gastone, però, le risponde: "Ebbene, Miss a quella vittoria alla quale era impegnata la vostra mano io vi rinuncio. Le donne che esigono vittime e che cercano di spingere degli uomini ad uccidersi in imprese arrischiate, non hanno mai fatto fortuna in Canada. Miss, cercatevi pure un marito tra i vostri compatrioti". Ovviamente la donna se ne andò stizzita ma, a Gastone non importava.